# Іспанська абетка
Іспанська абетка, або іспанський алфавіт — це сукупність букв, прийнятих в іспанській писемності та розміщених у певному усталеному порядку.
| Буква     | A   | B                                | C1        | D   | E   | F   | G        | H       | I   |
| --------- | --- | -------------------------------- | --------- | --- | --- | --- | -------- | ------- | --- |
| Назва     | a   | be (варіянти: be larga, be alta) | ce        | de  | e   | efe | ge       | hache   | i   |
| Фонема(и) | /a/ | /b/                              | /k/, /θ/2 | /d/ | /e/ | /f/ | /ɡ/, /x/ | silent3 | /i/ |

↑  Диграф ⟨ch⟩ представляє африкату /tʃ/. Диграф раніше розглядали як одну літеру, яку називали che.
↑  Фонеми /θ/ та /s/ у більшості діалектів не різняться; див. seseo
↑  Крім деяких запозичених слів: hámster (хом'як), hachís (гашиш), hawaiano (гаваяно), у яких є /х/.
| Буква     | J    | K   | L    | M    | N         | Ñ   | O   | P   | Q    |
| --------- | ---- | --- | ---- | ---- | --------- | --- | --- | --- | ---- |
| Назва     | jota | ka  | ele  | eme  | ene       | eñe | o   | pe  | cu   |
| Фонема(и) | /x/  | /k/ | /l/4 | /m/5 | /n/, /m/5 | /ɲ/ | /o/ | /p/ | /k/6 |

↑  Диграф ⟨ll⟩ (наприклад, calle) є піднебінний латеральний / ʎ / у кількох діалектах; але в більшості діалектів — через історичне злиття, зване yeísmo, — він, як і буква ⟨y⟩, представляє фонему /ʝ/.
↑  Точна вимова носових у позиції наприкінці складу залежить від фонетичних атрибутів наступних за приголосними (навіть за межами слова), так що (n) може бути носогубним (як в ánfora), піднебінним (як у cónyuge), велярним (як у rincón) і т. д. У поодиноких випадках використовують закінчення слова m, але реальної різниці у вимові немає.
↑  Використовують лише в диграфі qu.
| Буква     | R8       | S   | T   | U   | V                                    | W                                      | X          | Y            | Z    |
| --------- | -------- | --- | --- | --- | ------------------------------------ | -------------------------------------- | ---------- | ------------ | ---- |
| Назва     | erre     | ese | te  | u   | uve, ve, ve corta, ve baja, ve chica | uve doble, ve doble, doble ve, doble u | equis      | ye, i griega | zeta |
| Фонема(и) | /ɾ/, /r/ | /s/ | /t/ | /u/ | /b/                                  | /w/, /b/                               | /ks/, /s/9 | /ʝ/, /i/     | /θ/2 |

↑  Диграф ⟨rr⟩, який з'являється лише між голосними, є трель /r/.
↑  Стара орфографія з буквою x, що представляє /x/, збереглася в деяких власних іменах, таких як México (Мексика).